# Ronald Smith
Pour les articles homonymes, voir Ronald Smith (homonymie) et Smith.
Ronald Bertram Smith (Londres, 3 janvier 1922 – Hythe, 27 mai 2004) est un pianiste, compositeur et professeur de piano britannique.

## Biographie

### Formation
Smith, né à Londres, grandit dans le Sussex. Il effectue ses études à Lewes County Grammar School et au Brighton College of Music. Il entre à la Royal Academy of Music à 16 ans grâce à une bourse d'études Sir Michael Costa pour la composition. Après avoir quitté l'académie, il étudie  à Paris, en privé, avec Marguerite Long, tout en passant également un baccalauréat  externe en musique de l'Université de Durham.
Il est influencé par le pianiste Edwin Fischer, qu'il a impressionné au concours de Genève en 1949. Lorsque Fischer se rend à Londres, il choisit Ronald Smith et Denis Matthews pour jouer les deuxième et troisième parties de piano, dans son enregistrement du triple concerto pour clavier de Bach. Smith a dit qu'il a plus appris au cours de quatre journées de travail avec Fischer, que pendant toutes ses années d'étude précédentes.

### Carrière
En tant qu'interprète, Smith se fait le champion des œuvres pour piano de l'époque romantique. Dans les années 1940, il est d'abord invité à enregistrer la musique négligée de Charles-Valentin Alkan : son Concerto pour piano seul. Il s'est fait envoyer la partition par Humphrey Searle : lors de sa première lecture de l'œuvre, il a estimé qu'elle lui « semblait injouable ». Plus tard, il a enregistré de nombreuses œuvres d'Alkan et également écrit une biographie du musicien. Ses efforts ont joué un rôle majeur dans l'intérêt porté à Alkan. Il a été président de la société Alkan à partir de 1977 jusqu'à sa mort.
Ronald Smith laisse un héritage d'enregistrements qui comprend des interprétations pionnières des œuvres d'Alkan, notamment l'intégrale des études dans tous les mineur op. 39, mais également de la musique de Chopin, Schubert, Beethoven, Balakirev et Liszt.
Il a enseigné le piano pendant de nombreuses années ; d'abord à la Harrow School dès 1943, puis au King's School de Canterbury de 1950 à 1990. Ensuite, il a effectué des auditions à la Kent School of Music (de Canterbury) pour sélectionner des élèves privés à qui il pourrait faire don de son temps libre. 
Son étudiant le plus connu est Freddy Kempf.

### Vie privée
Smith a épousé la violoncelliste Anne Norman en 1969 et ils ont eu une fille, Beka Smith. Ils se sont installés à Saltwood dans le Kent, dans une grande maison possédant un studio de musique.
Smith est mort à Hythe dans le Kent, le 27 mai 2004, âgé de 82 ans.

## Écrits
- (en) Ronald Smith, Alkan : The Enigma, vol. 1, Londres, Kahn & Averill, 1976, 119 p. (OCLC 28686399)
- (en) Ronald Smith, Alkan: The Man, The  Music, Londres, 2000  (ISBN 9781871082739)

## Lien connexe
- Charles-Valentin Alkan